# Batesbeltia cerussata
Batesbeltia cerussata là một loài bọ cánh cứng trong họ Cerambycidae.